# Національний ботанічний сад Бельгії

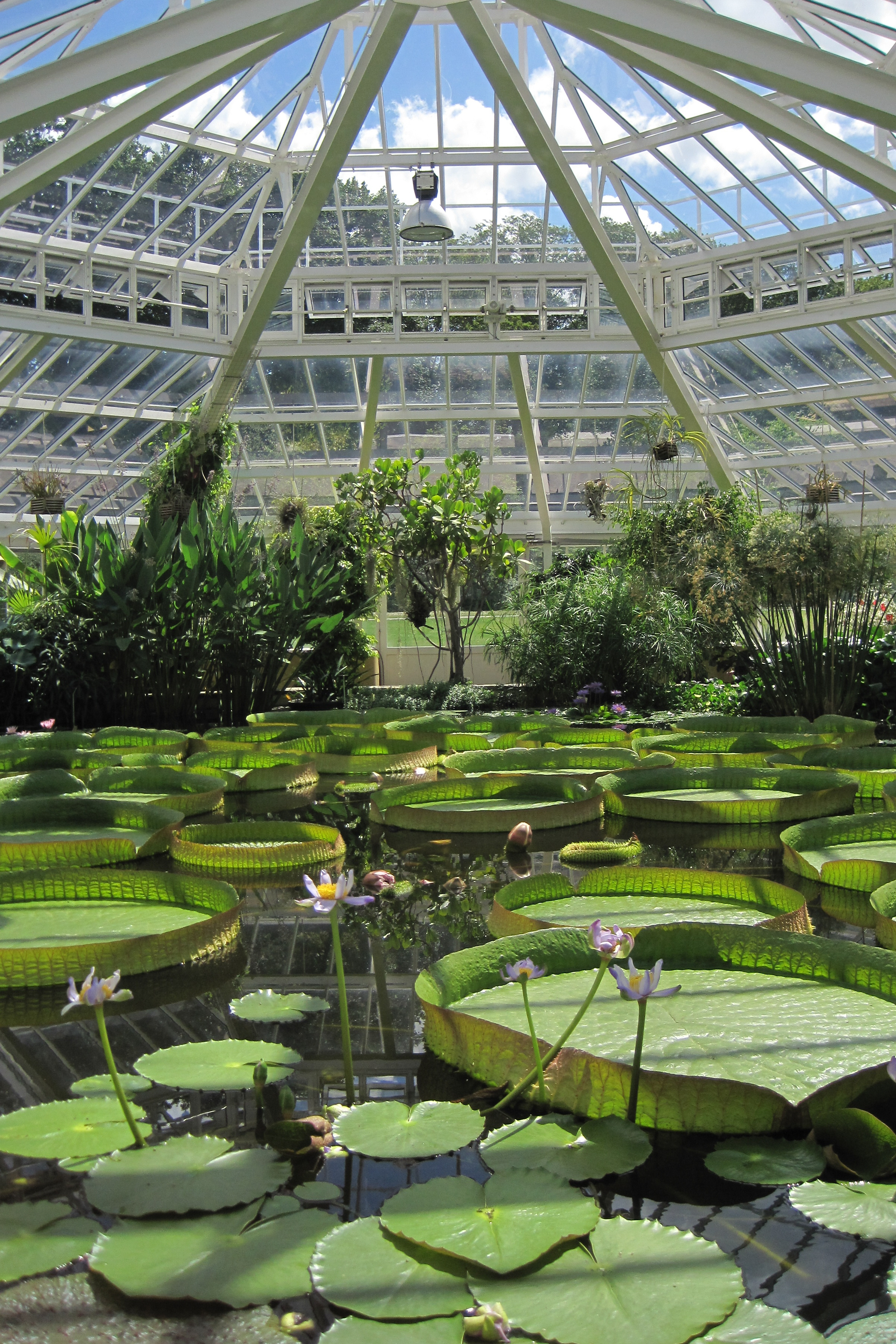
Оранжерея Вікторії

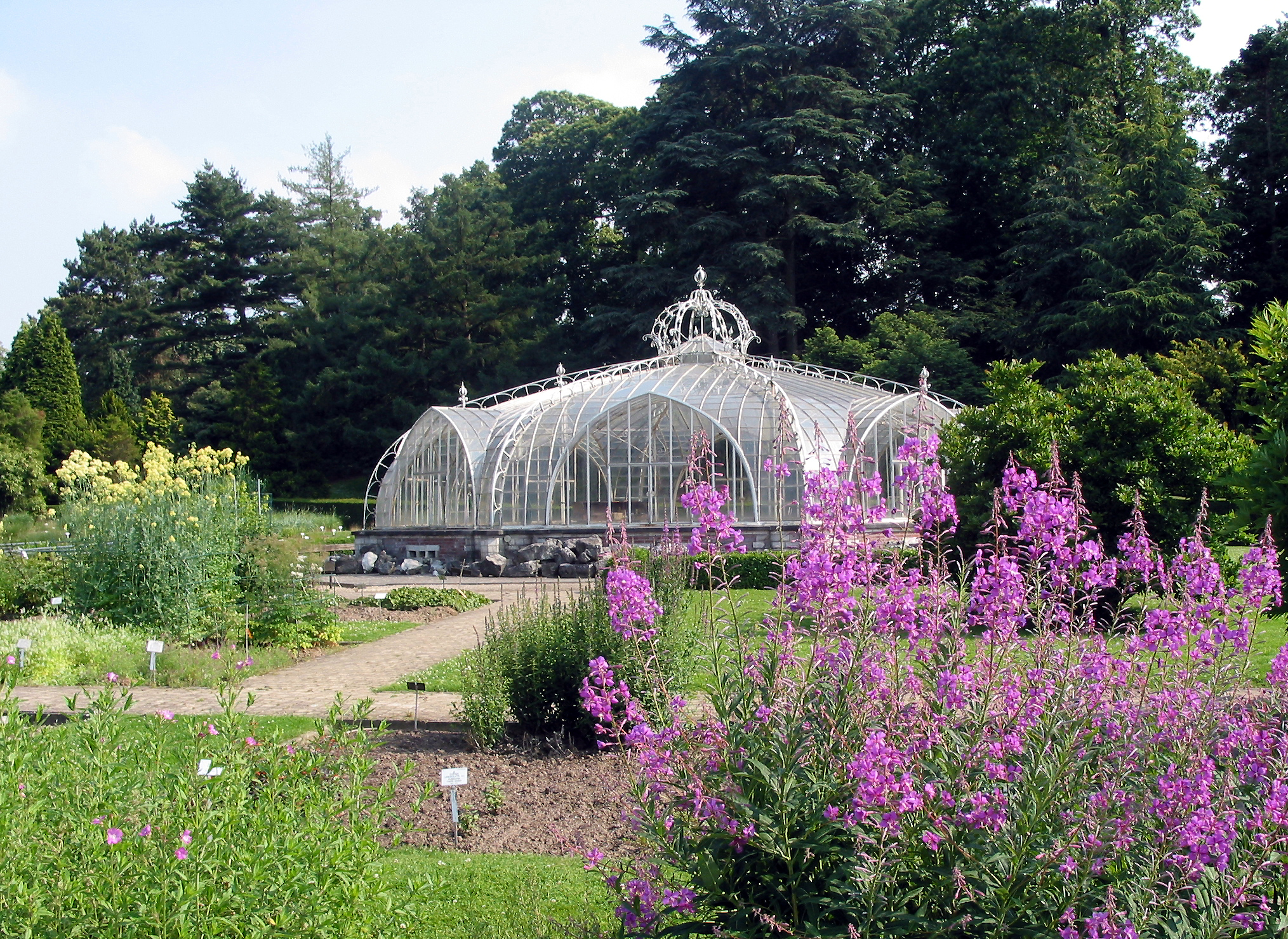
Оранжерея Балат

Національний ботанічний сад Бельгії  (нід. Nationale Plantentuin van België, фр. Jardin botanique national de Belgique, раніше мав назву Ботаничний сад Мейсе) — ботанічний сад у місті Мейсе (Фламандський Брабант, Бельгія).

## Колекція
Національний ботанічний сад Бельгії — один з найбільших у світі ботанічних садів, який займає площу 92 га і де росте 18 тисяч видів рослин. Замок Боухоут (Bouchout) знаходиться на території саду.
Колекція рослин містить багато рідкісних і чарівних рослин і використовується для наукових досліджень, збереження та освіти.
Ботанічний сад має комплекс із тринадцяти оранжерей, у тому числі:
- Оранжерея весни (флора вічнозелених широколистяних лісів з квітучими рододендронами і камеліями, навіть у зимовий період)
- Оранжерея еволюції (огляд 500 мільйонів років еволюції рослин від перших зелених водоростей)
- Оранжерея дощових лісів (ліани і епіфіти)
- Оранжерея гірських дощових лісів (фуксії і орхідеї)
- Середземноморський оранжерея (рослини із Південної Африки, Чилі, Західної Австралії, Каліфорнії і Середземномор'я)
- Оранжерея їстівних плодів (кокосові пальми, банани, папая)
- Оранжерея Вікторії (гігантські водяні лілії, хижі комахоїдні рослини і папірус Стародавнього Єгипту)
- Оранжерея посухи (рослини пустельного клімату)
- Оранжерея мусонів (вологі та сухі сезони змінюють один одного)

Ботанічний сад також спеціалізується на збереженні насіння диких рослин у насіннєвому банку. Це робиться в морозильних камерах, які охолоджують до −20° С. Колекція насіння включає в себе 211 видів диких бобових. Це найбільша колекція у світі.
Ботанічний сад має свій гербарій де зберігається майже 4 мільйона рослин.
Крім того, є спеціальні колекції дерев, плодів і водоростей; мікрофільми гербаріїв інших країн, у том числі гербарію Ліннея.
Ботанічний сад має наукову бібліотеку, в якої також знаходиться бібліотека Королівського ботанічного товариства Бельгії.

## Галерея

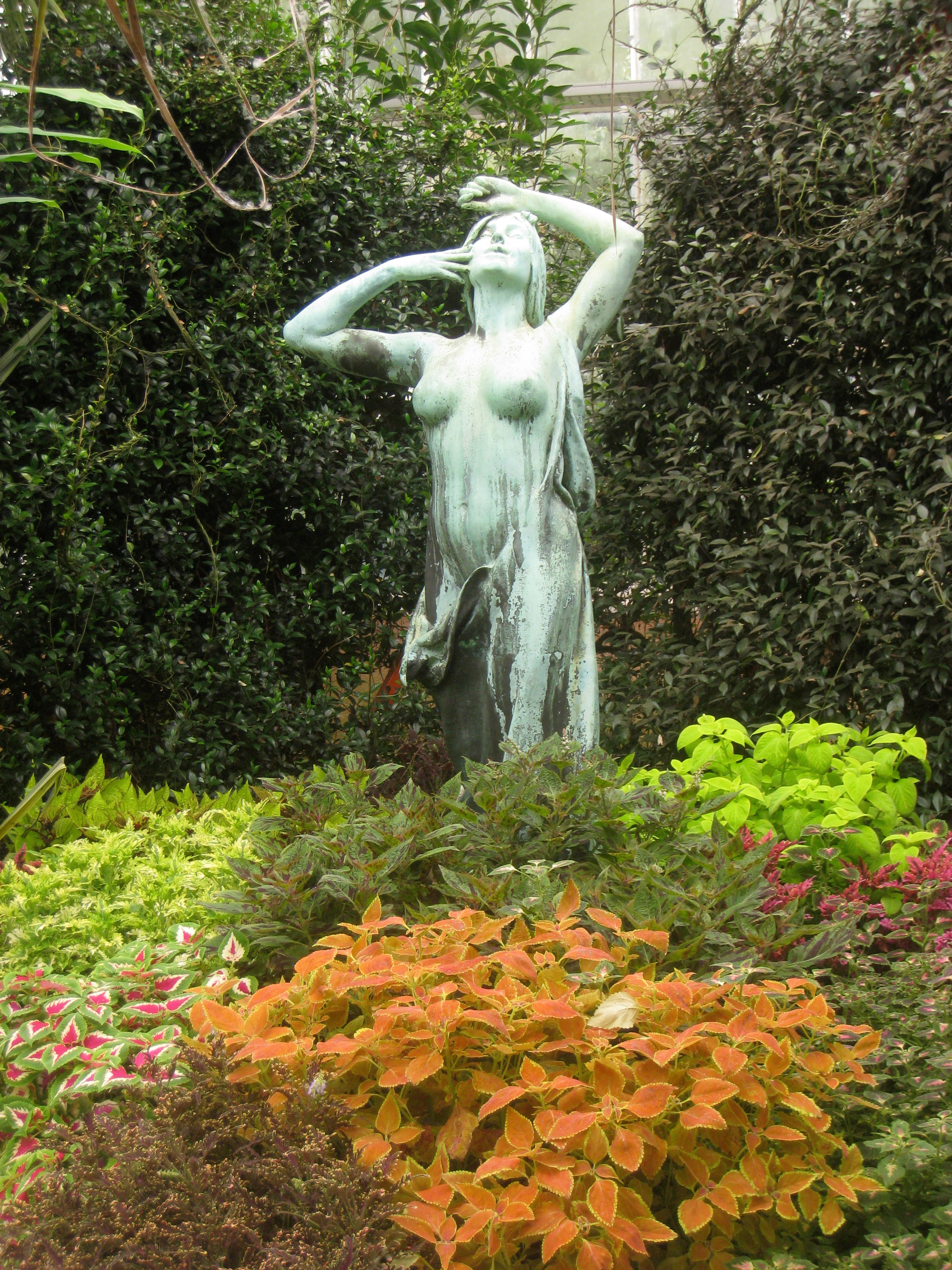
Статуя у ботанічному саду
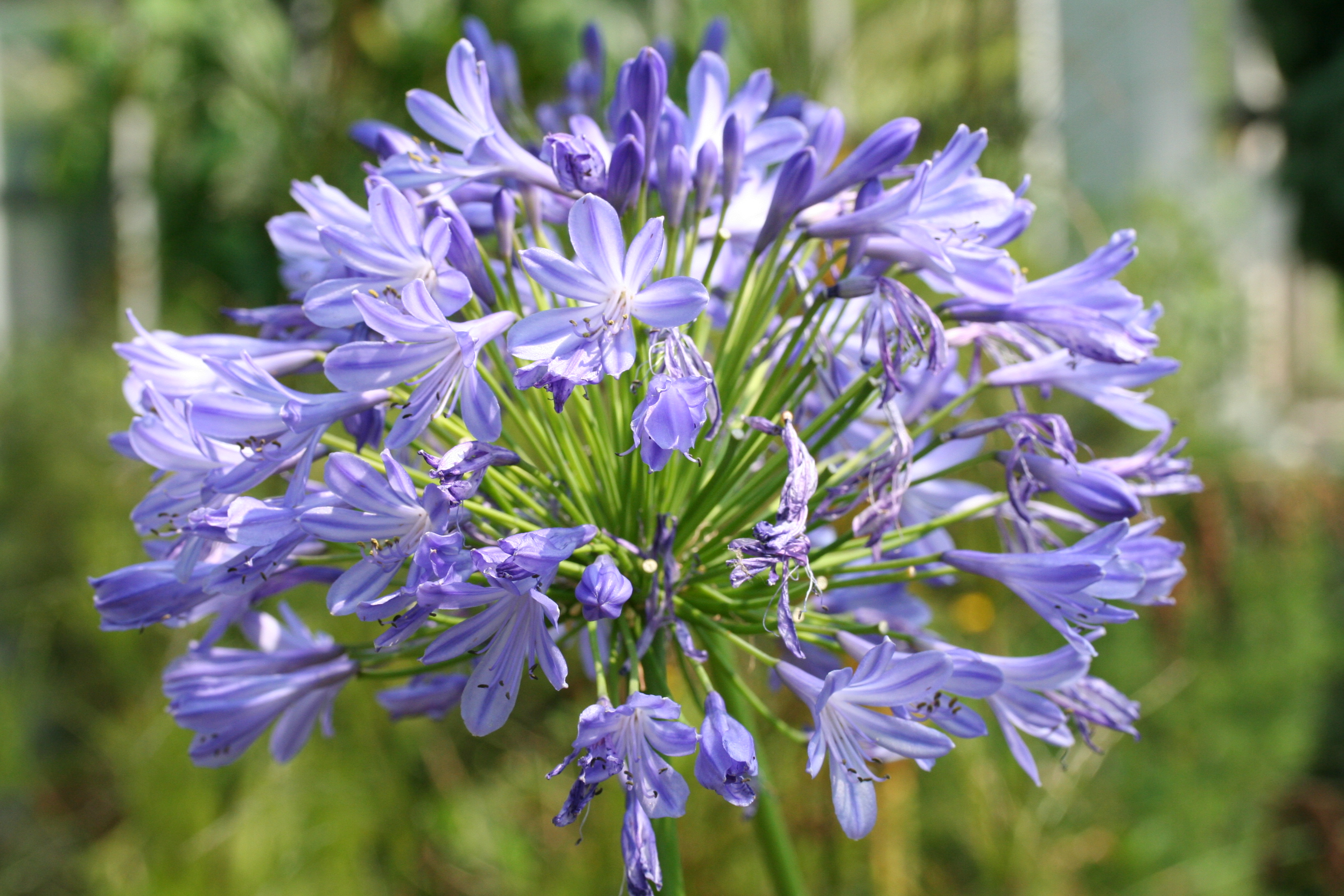
Agapanthus praecox
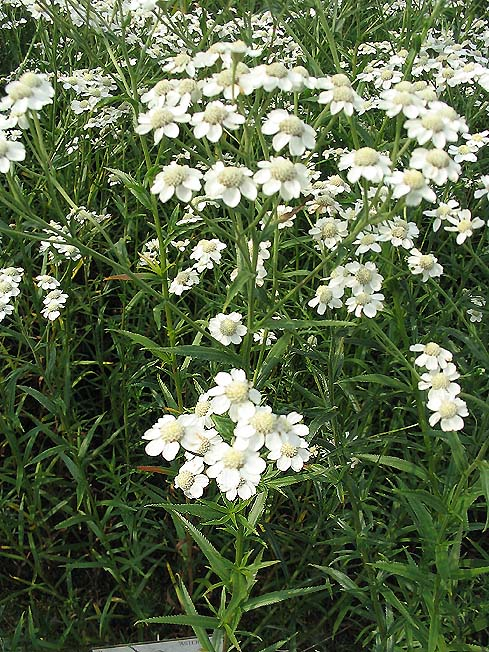
Achillea ptarmica
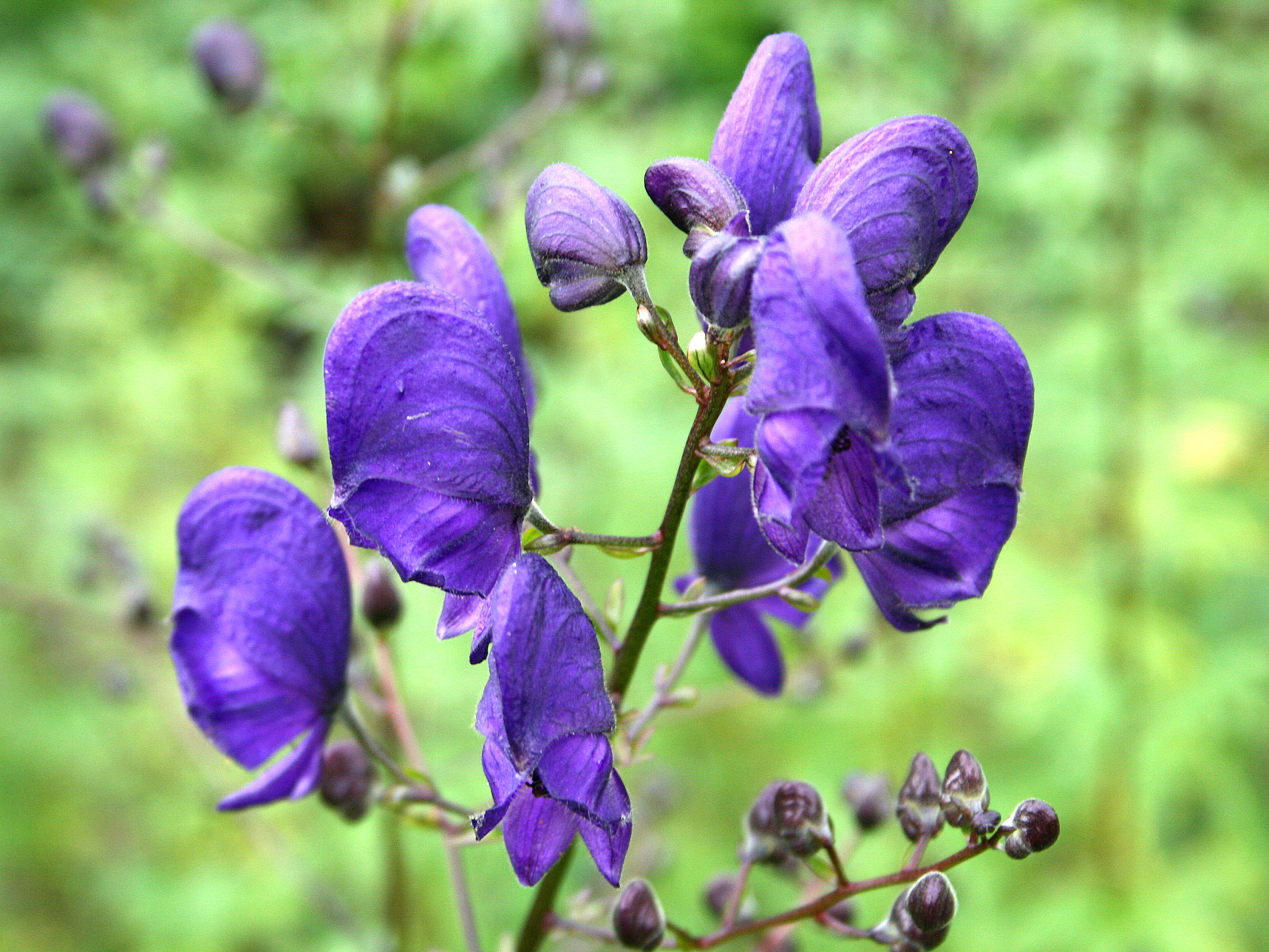
Aconitum napellus
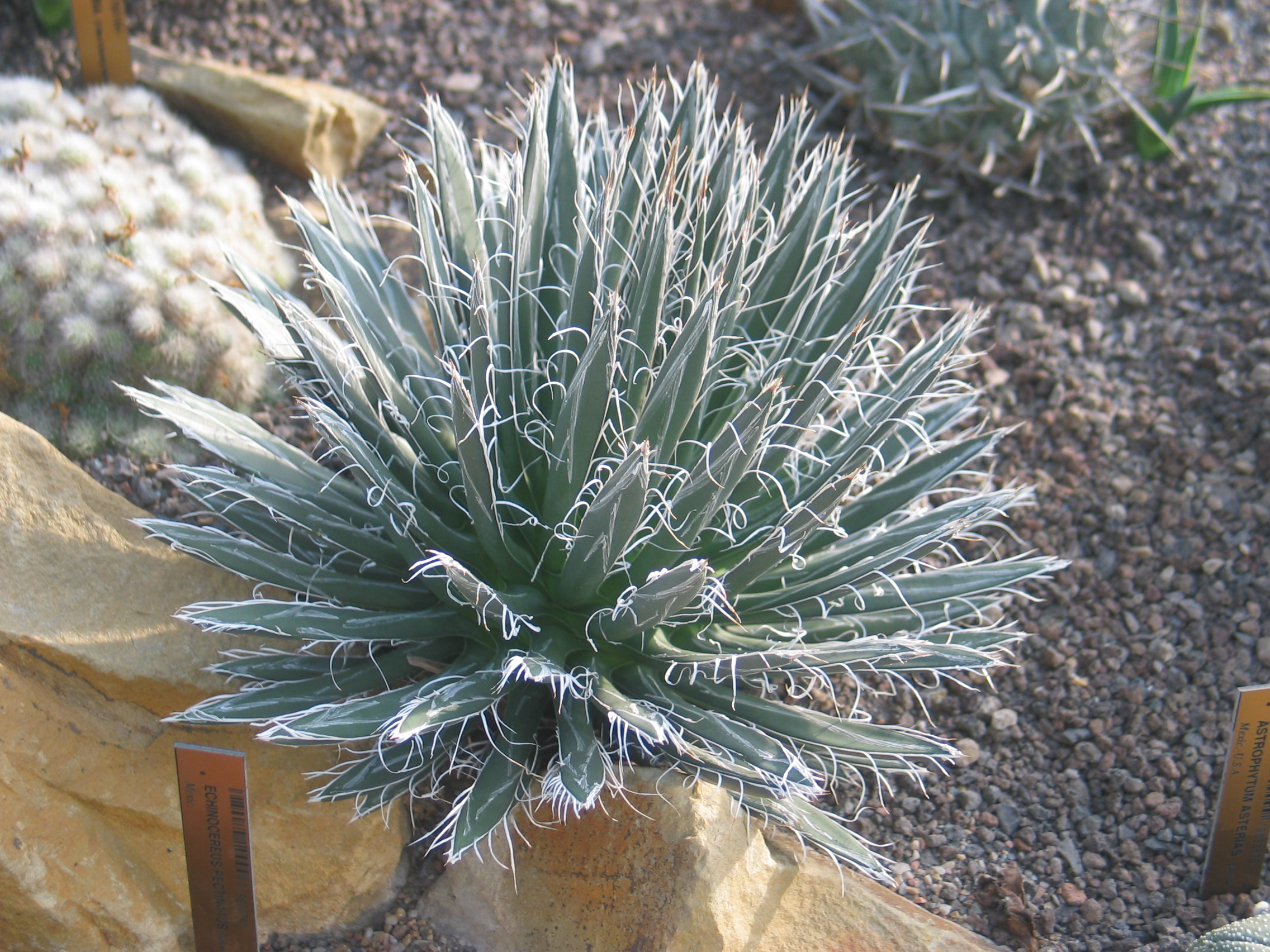
Agave polianthiflora
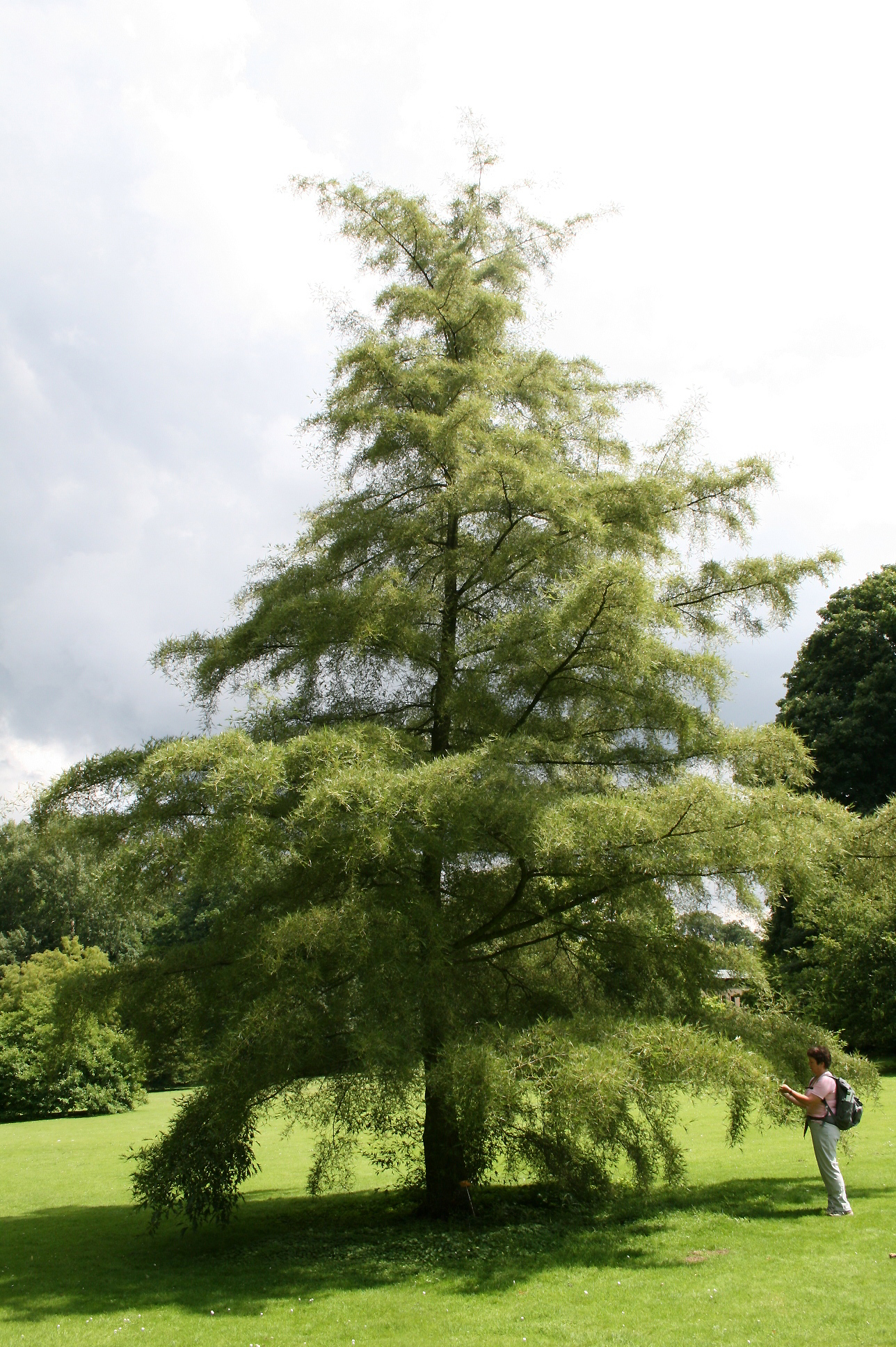
Alnus glutinosa
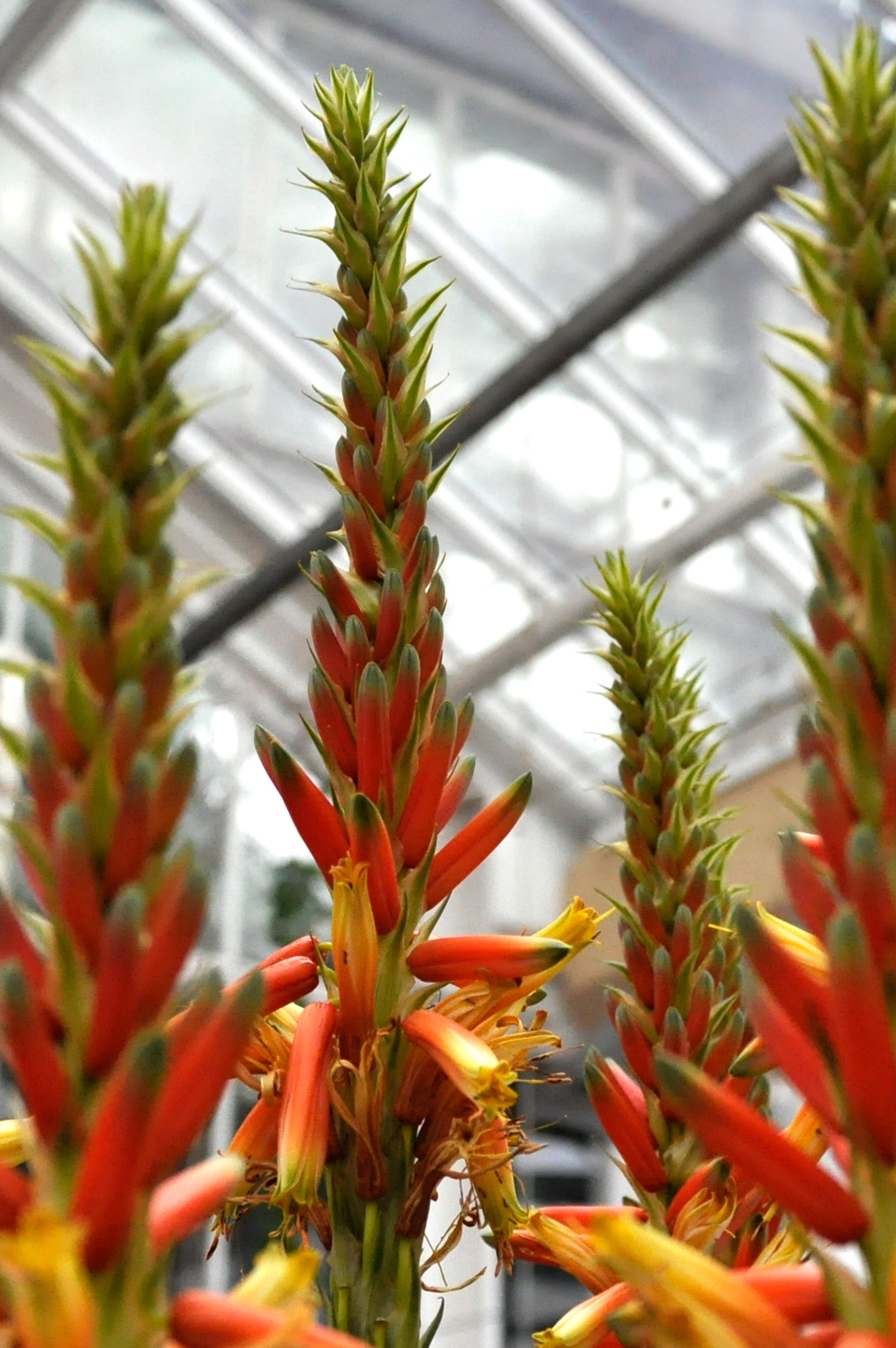
Aloe cryptopoda
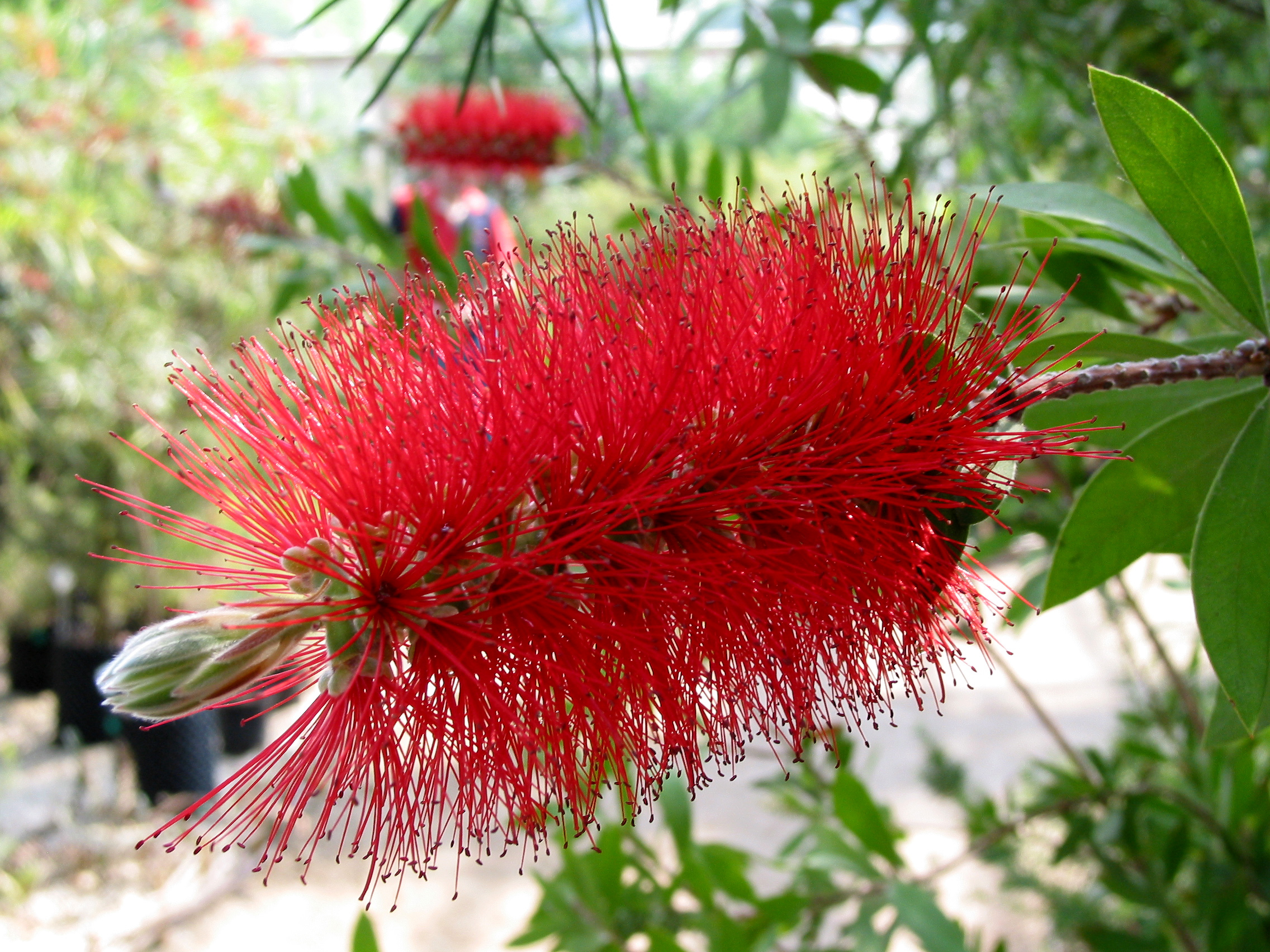
Callistemon citrinus
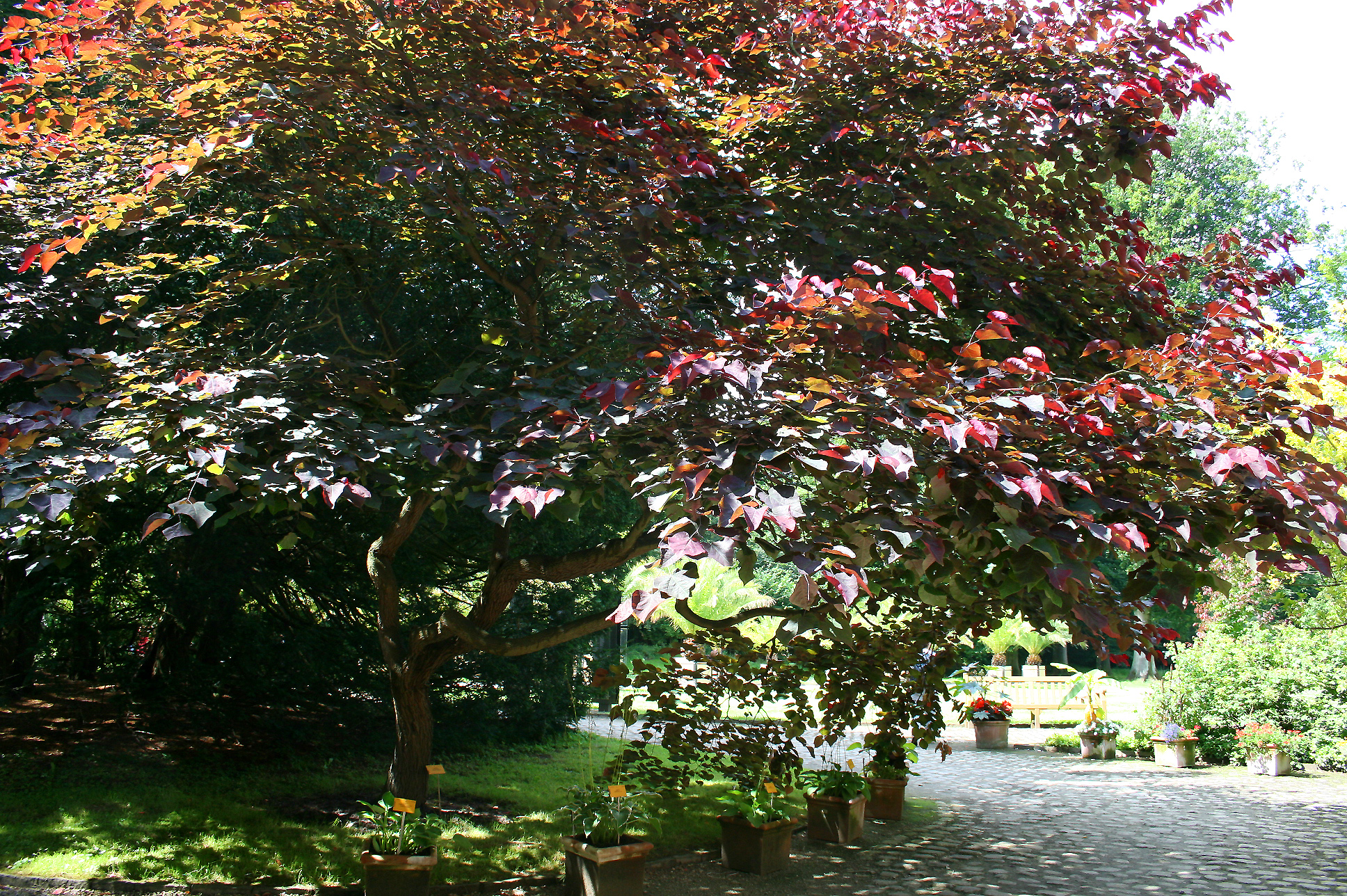
Cercis canadensis
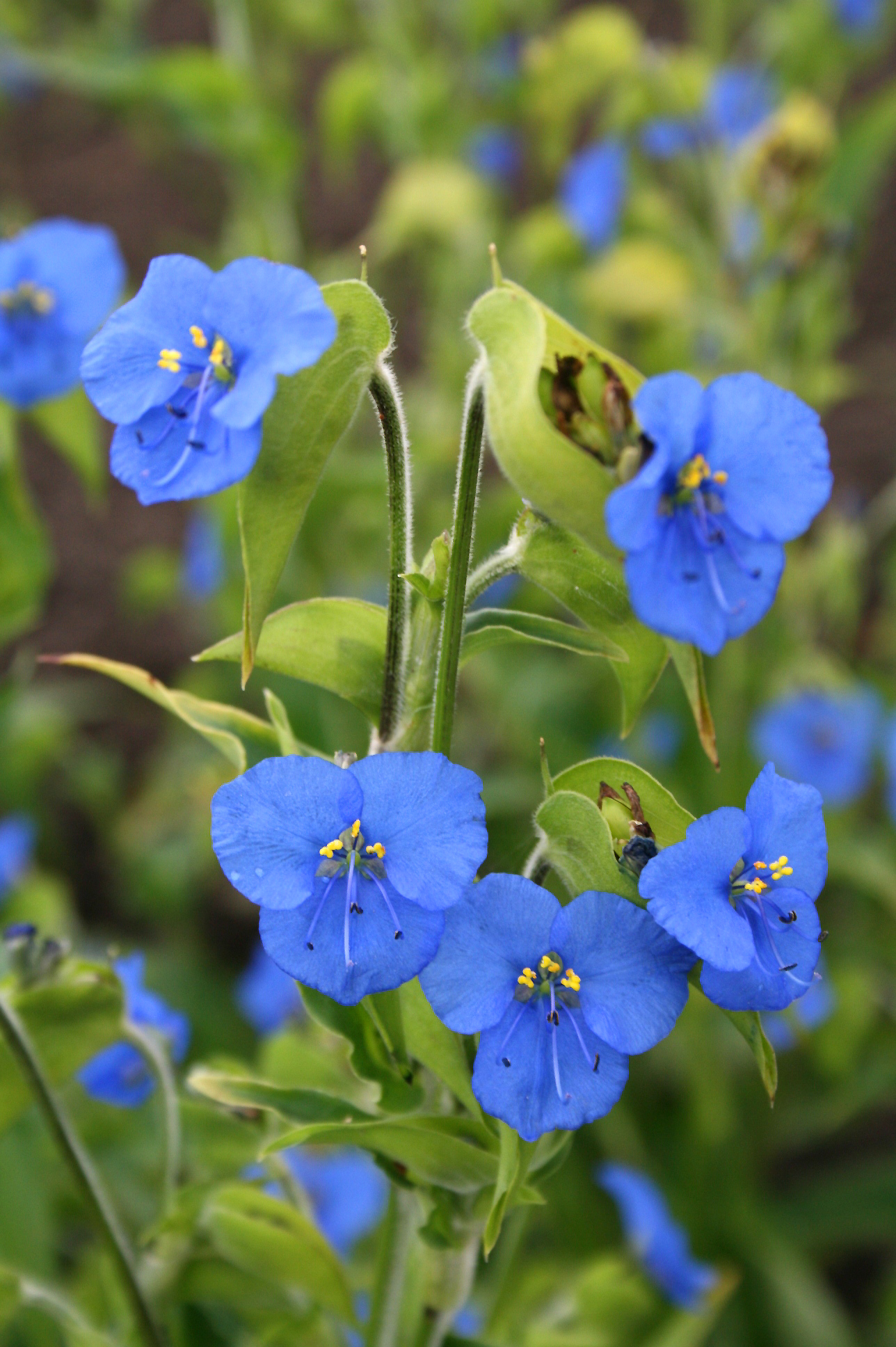
Commelina tuberosa
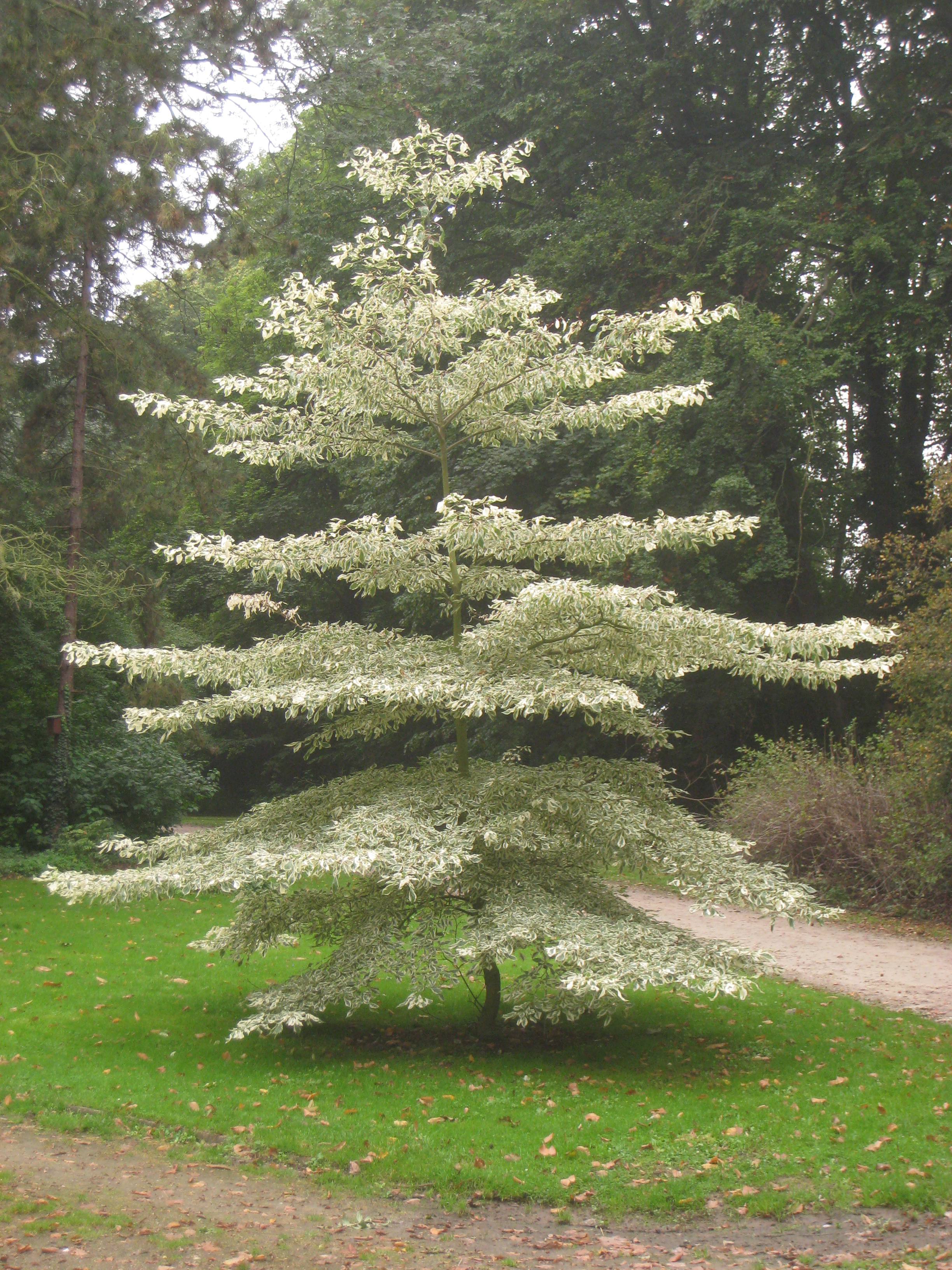
Cornus controversa
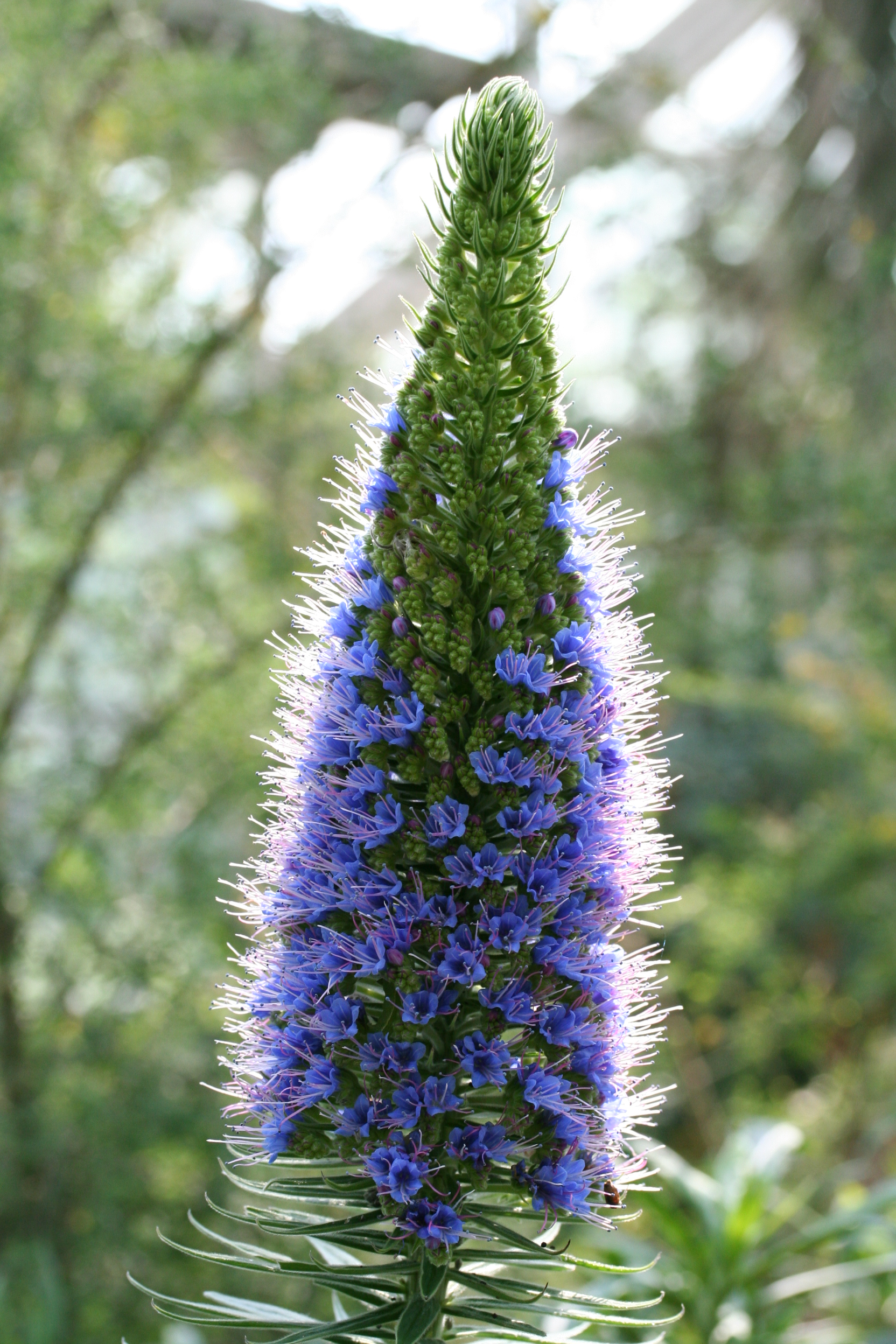
Echium candicans
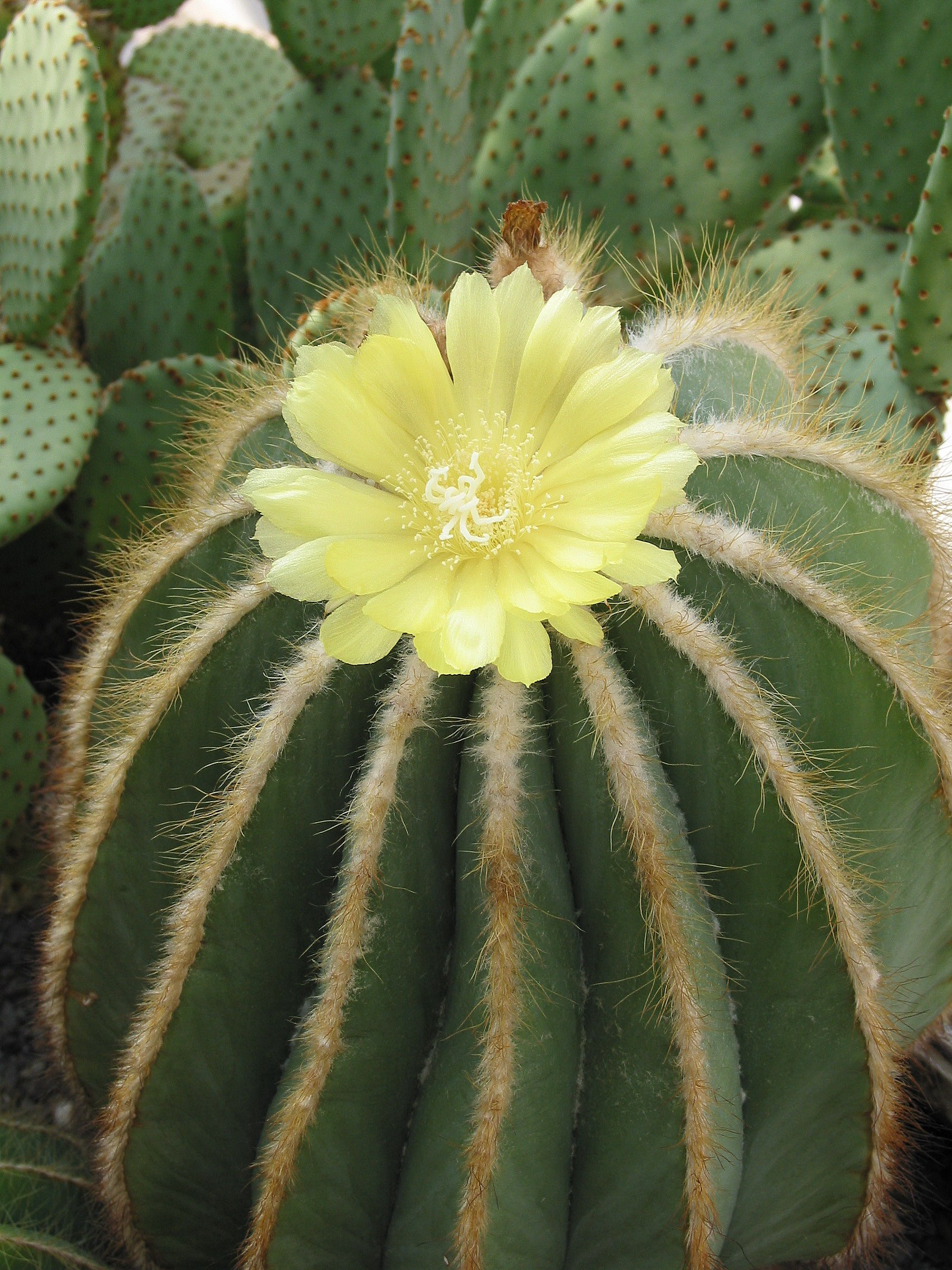
Parodia magnifica (Eriocactus magnificus)
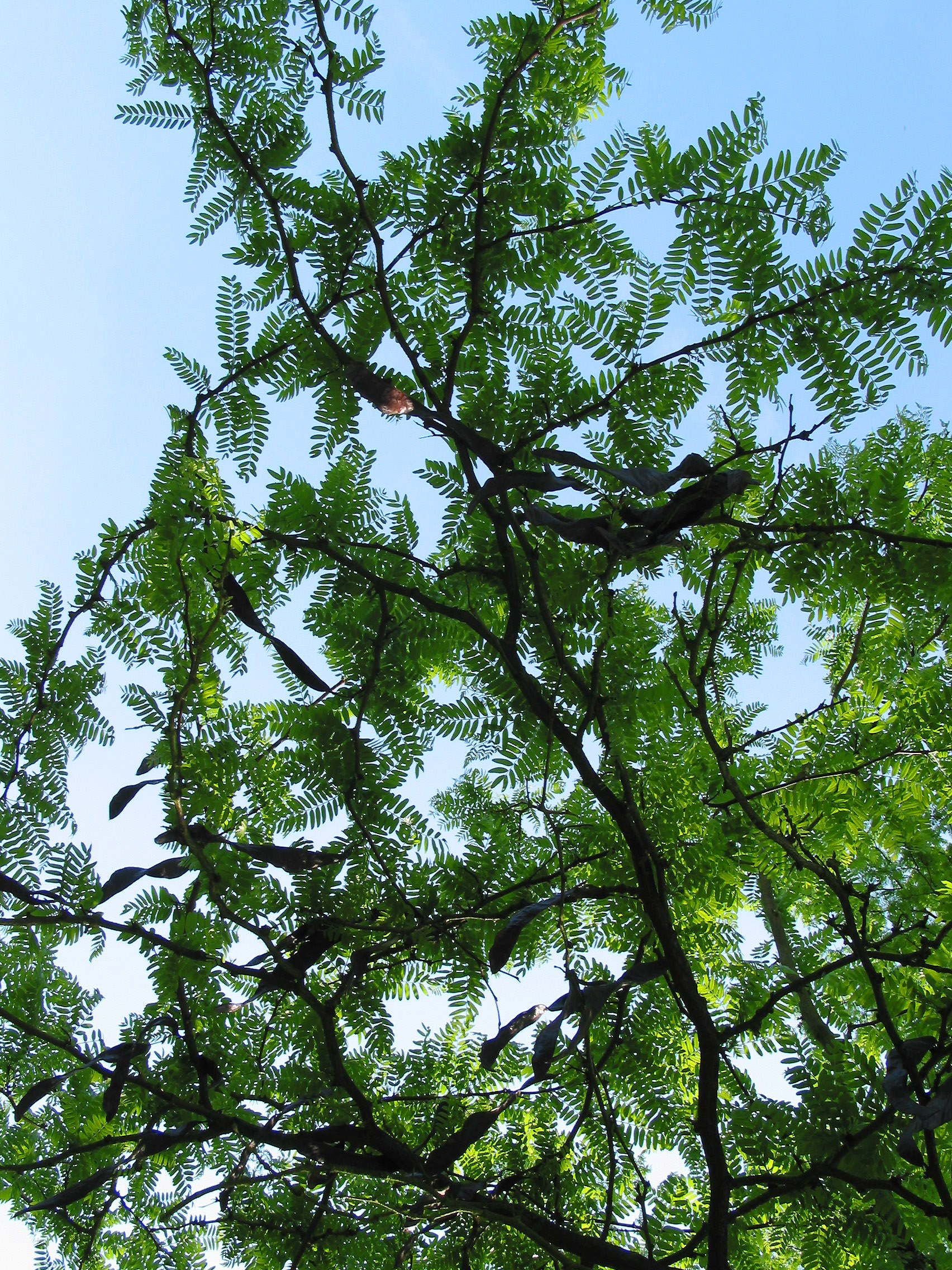
Gleditsia triacanthos
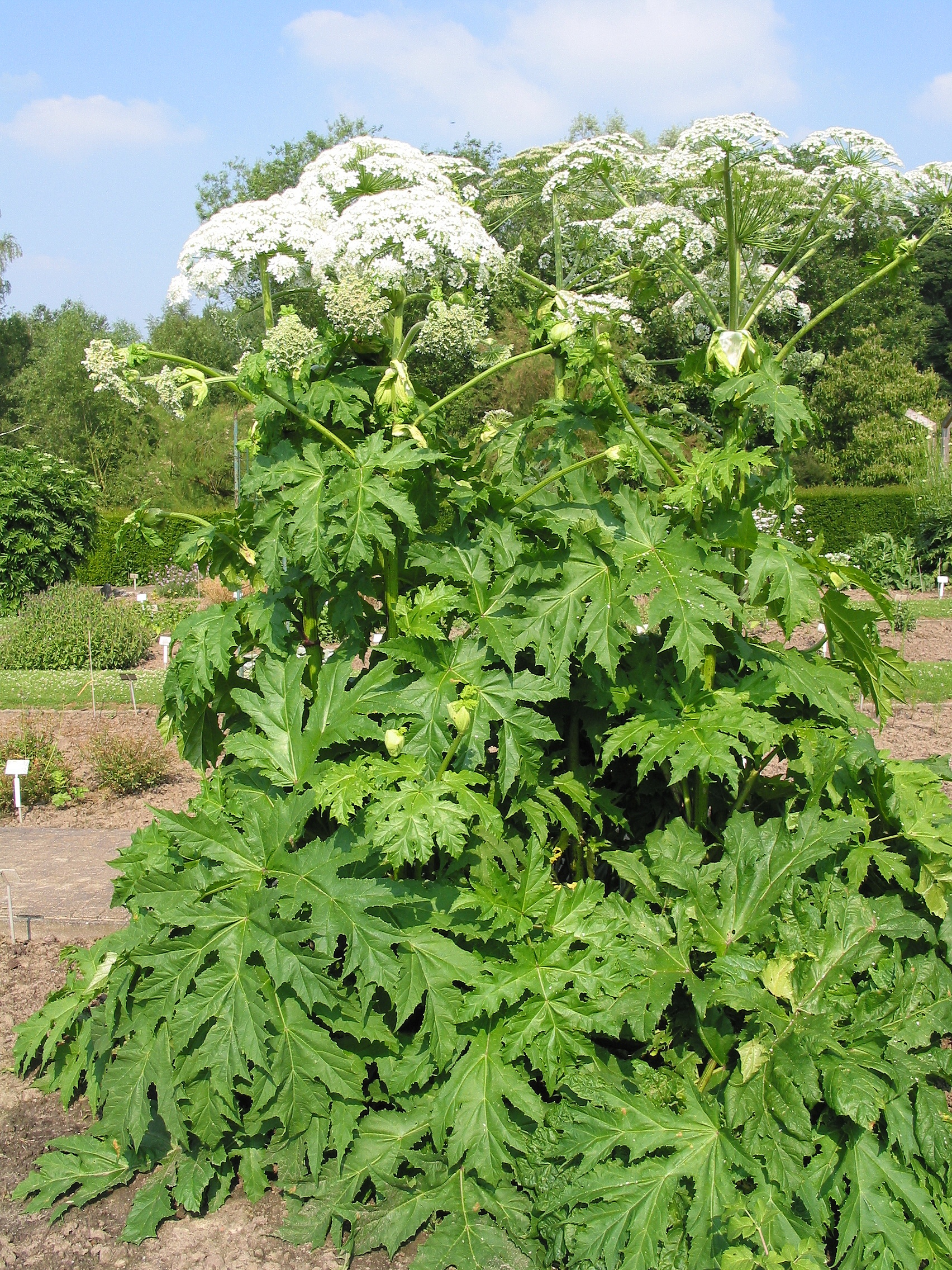
Heracleum mantegazzianum
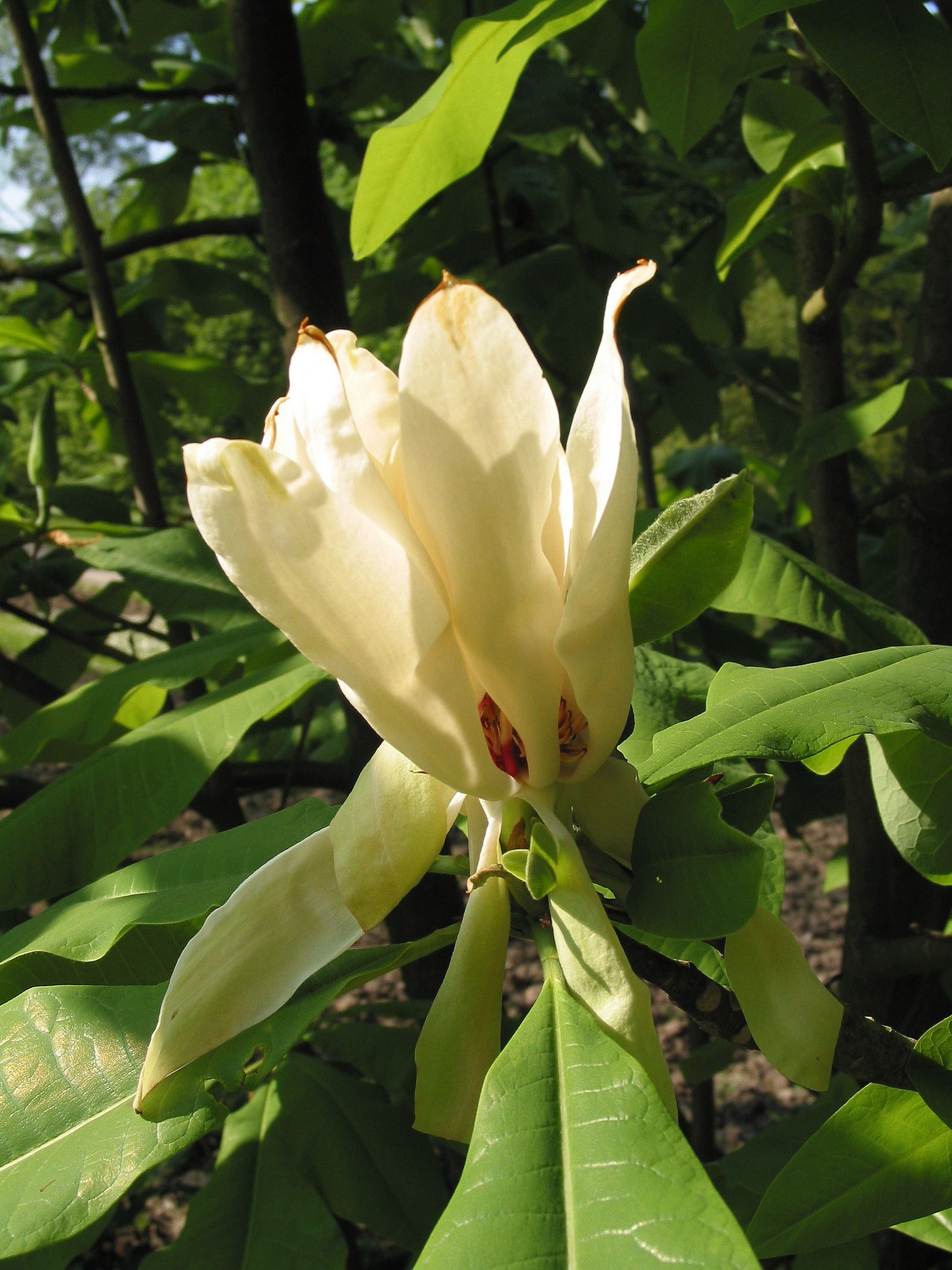
Magnolia tripetala
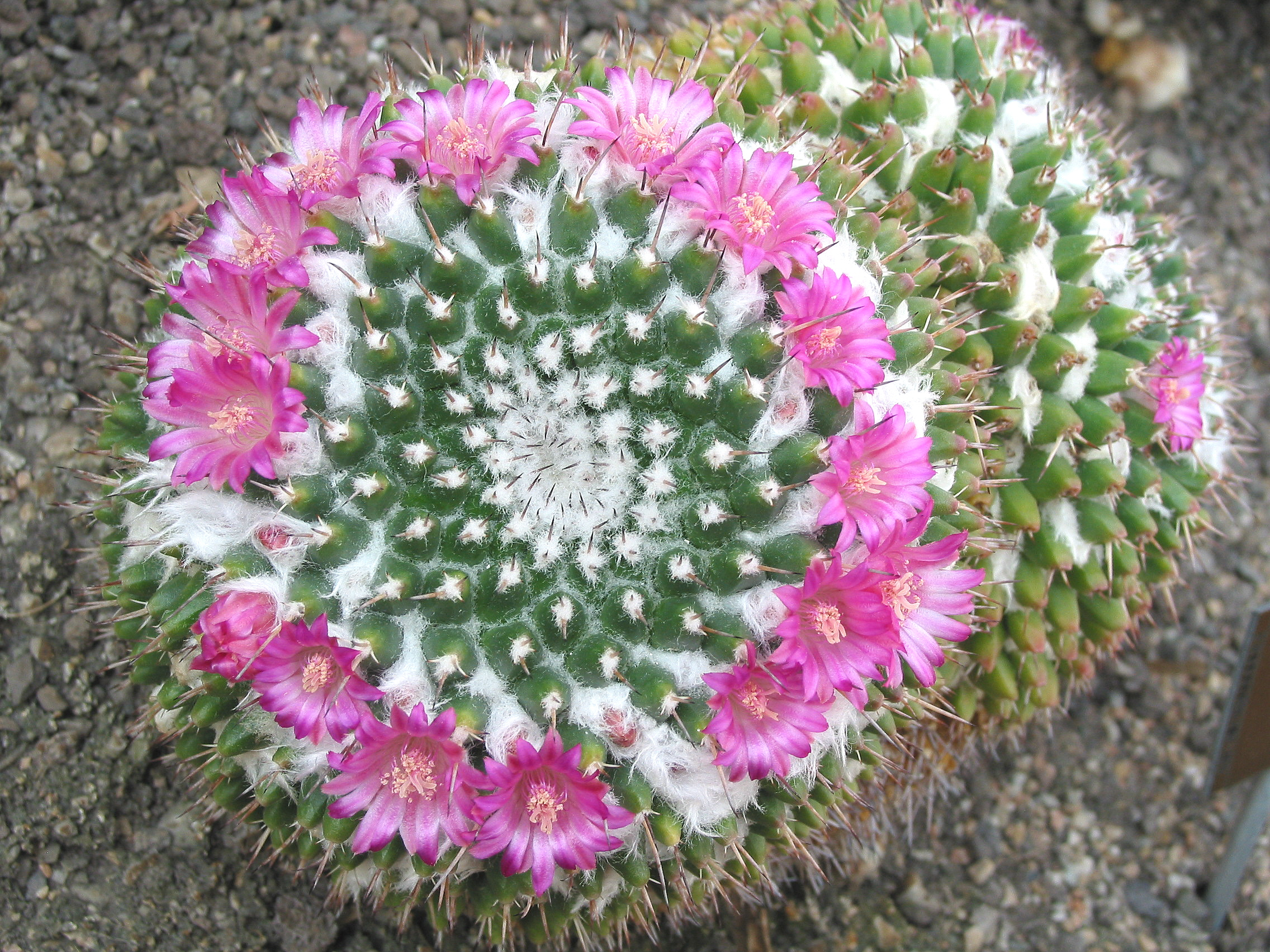
Mammillaria compressa
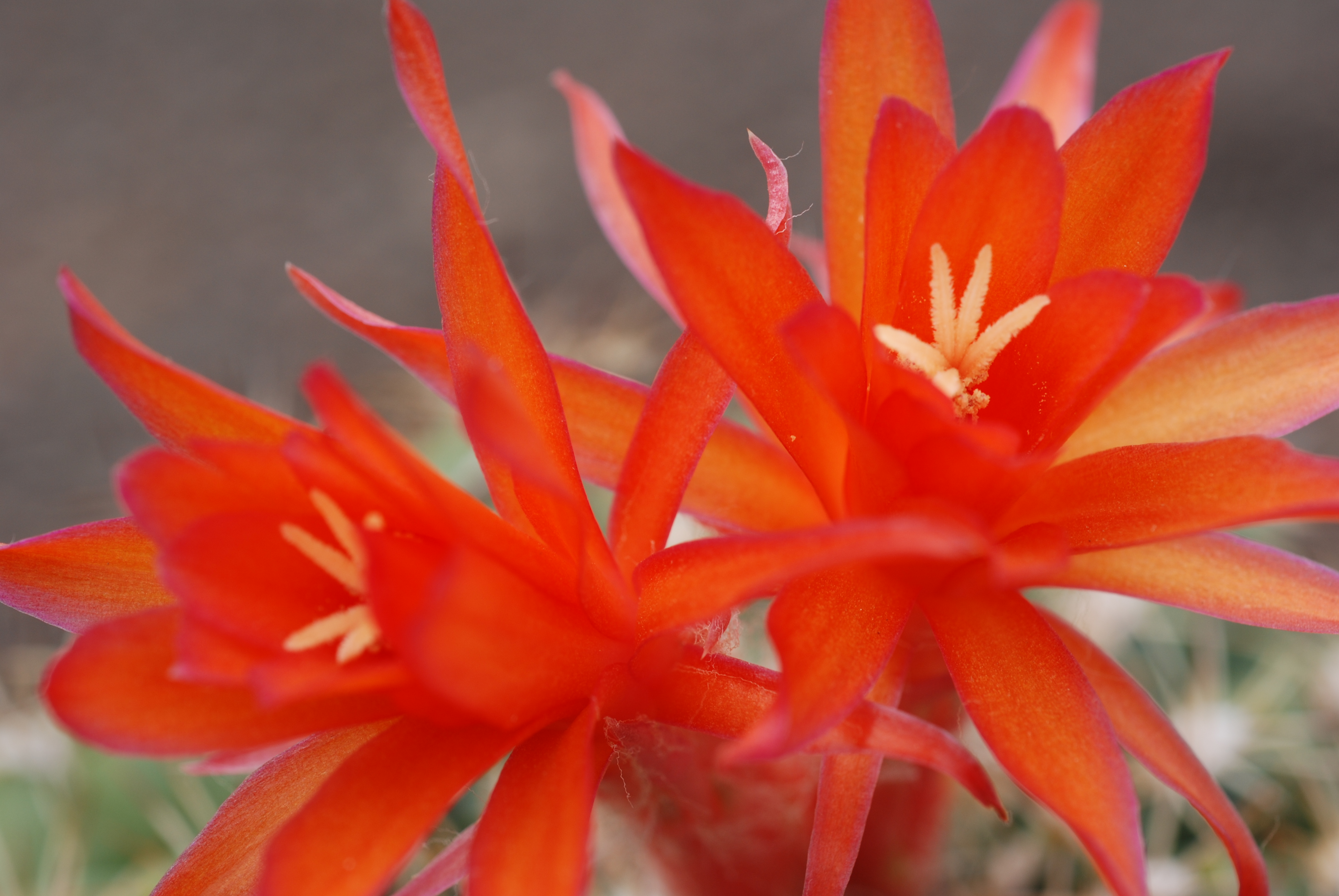
Matucana intertexta
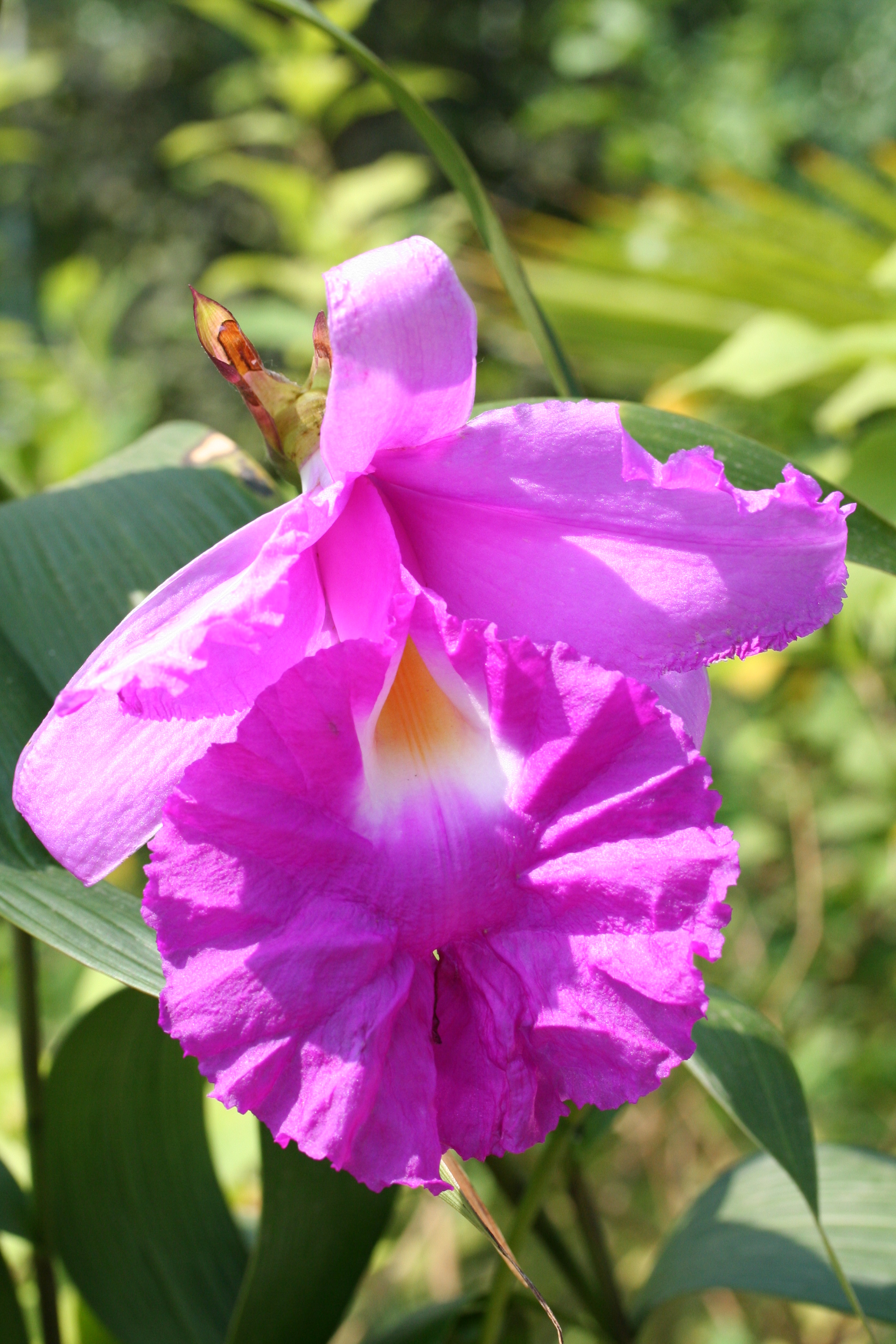
Sobralia Macrantha
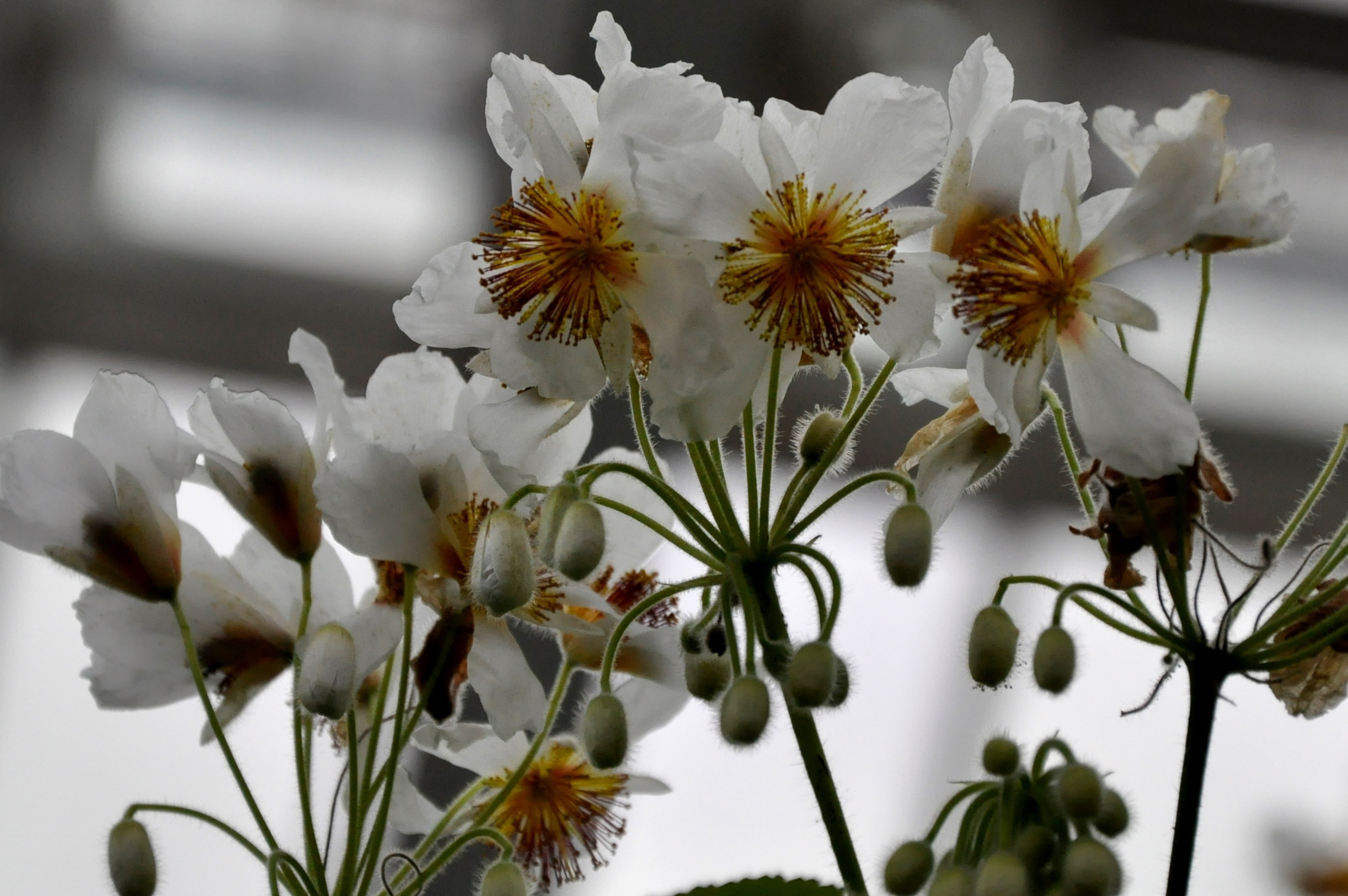
Sparrmannia Africana